# 다운초등학교
다운초등학교는 대한민국 울산광역시 중구에 있는 초등학교다.

## 학교 연혁
- 1952. 04. 06 양산농립소학교로 설립인가(2학급)
- 1976.03. 12 다운국민학교로 교명변경(4학급)
- 1987.08. 01 병설유치원 완공인가(남 112명, 여 123명)
- 1994.12. 30 다운초등학교로 개칭인가(9학급)
- 1995. 11. 22 국혼을 심는 교육 경상남도 울산시지정 시범학교 운영
- 1998. 10. 20 학교장 초빙제 울산광역시교육청 지정 시범학교 운영
- 1999. 11. 10 열린교육 울산광역시교육청 지정 시범 학교 운영
- 2000. 12. 06 울산광역시강북교육지원청 지정 평생교육 중심학교 운영
- 2001. 03. 01 50학급 편성, 울산광역시 지정 평생교육 연구학교
- 2006. 03. 01 57학급 편성, 울산광역시 지정 교실수업개선 (학습부진아) 연구학교
- 2008. 03. 01 다전초등학교 분리인가
- 2009. 09. 17 영어교육 리더학교 최우수 선정 (교과부)
- 2009. 11. 17 울산광역시 지정 영어교육 정책연구학교 (2년간)
- 2011. 11. 22 학교 숲가꾸기 중구청 협약 체결
- 2012. 03. 01 민간위탁 방과후학교 교육청 지정 연구학교
- 2013. 03. 01 제9대 이상곤 교장선생님 취임
- 2013. 03. 01 28학급, 특수 1학급, 유치원 4학급 편성
- 2014. 03. 01 24학급, 특수 1학급, 유치원 4학급 편성
- 2016. 02. 21 제28회 졸업식(남 931명, 여 152명 총 누계 1,948명)
- 2018. 04. 05 태건초등학교 분리